# Morpho foucheri
Morpho foucheri är en fjärilsart som beskrevs av Le Moult 1926. Morpho foucheri ingår i släktet Morpho och familjen praktfjärilar. Inga underarter finns listade i Catalogue of Life.